# Museggmauer
Staro mestno obzidje Museggmauer s stolpi je znamenitost mesta Luzern in skupaj z Wasserturmom in Kapellbrücke določa zgodovinski videz mesta. Je del mestnih utrdb mesta Luzern.

## Zgodovina
Utrdba mesta se posredno omenja že v letih 1226 in 1238, vendar to ni obzidje Museggmauer, temveč starejše, notranje obzidje mesta. S pomočjo dendrokronologije so arheološke gradbene študije v zadnjih letih pokazale, da se je Museggmauer začel graditi najkasneje okoli leta 1370 (stolp Luegisland). Gradbena dela so se prekinjala desetletja in segala vse do 15. stoletja (Schirmerjev stolp okoli leta 1420, Zytturm okoli leta 1442). Luzerner Bürgerbuch vsebuje obračun iz leta 1408 za gradbena dela na Museggmauerju - v starejših raziskavah videti kot končni obračun in s tem datum zaključka del - je zagotovo le vmesni izračun.Teza, da je gradnja Museggmauerja povezana z bitko pri Sempachu leta 1386 je neutemeljen.
Med letoma 1833 in 1856 je bila večina utrdb postopoma uničena, saj je bil ta na poti vse večjemu prometu, mesto brez srednjeveških utrdb pa je bilo po mnenju takratnega lokalnega zbora lepše. Nekdanji jugozahodni del mestnih utrdb na levi strani reke Reuss je obsegal visoko obzidje Litzimauerja z jarkom (kasneje Hirschengraben) in utrdbe (od zahoda proti vzhodu) Judenturm, Baslertor (imenovan tudi Untertor ali prej Niedertor), Bruchturm z Bruchtor, Kessler ali Kesselturm, Oberturm (prej Ketzerturm) z Obertor, Kriensertor, Kropfturm z Moos ali Kropftor in Frauenturm. Stara severna stena v Museggu je prav tako izginila z Mühletor na zahodu reke Reuss, Graggentor, notranje Weggistor, Rosengartentor, Lederturm in Baghardsturm na vzhodnem koncu ob ustju jezera. Museggmauer s svojimi stolpi pa zaradi svoje lege na Brambergu ni oviral pretoka prometa in je bil tako v veliki meri ohranjen.
Združenje za ohranitev obzidja Museggmauer je bilo ustanovljeno leta 2002 in istoimenska fundacija leta 2003. Zavzeli so se za celovito obnovo zidu, ki so jo v letih 2003 do 2015 izvedli za 12 milijonov švicarskih frankov.

## Izvor imena
Ena interpretacija pravi, da Musegg izhaja iz besede Mus, švicarsko nemško za 'razgled' in 'razgledno točko', od glagola musen – 'paz'. Švicarski idiotikon predpostavlja poreklo iz nizke nemške muserie, mushus = 'orožarna'; iz mus = mreža ali verižni obroč. Ti pristopi so zavrženi na portalu ortsnames.ch švicarskega raziskovanja imen krajev. Namesto tega ime izvira iz občnega imena muus (za 'miško') in egg  (za 'vogal', 'odstavek') in s tem »hodnik z veliko miši« ali »na majhnem območju z mišmi«. To se ujema z izjavo, da je obzidje poimenovano po hribu Musegg, na katerem je bilo zgrajeno.

## Museggmauer
Museggmauer je še vedno v celoti ohranjen, z izjemo najbolj vzhodnega izgubljenega dela 40 metrov in v dolžino meri 870 metrov. Debel je v povprečju 1,5 metra; višina se razlikuje glede na teren, v povprečju pa znaša približno 9 metrov. Za njegovimi prsobrani se razprostira nepokrit vojaški hodnik. Cine se dvigajo nad navzven štrlečim opečnim, nepravilnim okroglim ločnim frizom s kotnimi in zaobljenimi konzolami. Stena ima ali je imela različna vrata.

## Stolpi obzidja
Vsi, z izjemo Nölliturma, ki je bil nadomeščen v 16. stoletju, stojijo pred obzidjem. Prvotno so bili lupinasti stolpi, torej odprti proti mestu. Le Luegisland je ohranil to obliko; Dächliturm je bil zaprt v 18. stoletju, ostali stolpi v 15. stoletju. Stolpi, razen Luegislanda, niso imeli strešnih konstrukcij, temveč nagnjeno streho, nagnjeno proti vzhodu znotraj cin. Le Männliturm je to ohranil; Zytturm, Schirmerturm in Dächliturm so imeli strešne konstrukcije že leta 1513, drugi stolpi pred letom 1597. Notranja zgradba stolpov je lesena. Iz zgornjega nadstropja vodi kamnito stopnišče, delno potopljeno v zahodno steno, do kamnitega tlakovanega vojaškega hodnika. V več stolpih so lesena vrtljiva dvižna ogrodja (žerjavi) in krožne poti (vrtljivi stebri) za prevoz gradbenega materiala.

### Nölliturm
Nölliturm je okrogel kamnit stolp na bregovih reke Reuss. Zgrajen je bila leta 1513. Pred njim je že stal stolp ob vratih. Današnji preboj na cesti je nastal leta 1901. V Nölliturmu je dom ceha žafrana, v njem pa sta cehovska soba in arhiv. Nekoliko masiven stolp je visok 28 m.
Geografska lega: (47°3′11″N 8°17′58″E / 47.05306°N 8.29944°E)

### Männliturm
Železni mož, lik s praporom, ki ga lahko vidimo daleč v državi. Je drugi stolp v naraščajočem skalnem grebenu in je odprt za javnost. Njegova višina, merjena od tal do vrha, je 33 m.
Geografska lega: (47°3′13″N 8°18′3″E / 47.05361°N 8.30083°E)

### Luegisland
Stolp ima staro ljudsko ime. Njegova visoka, koničasta streha prikazuje vrtinčenje vetra od leve proti desni. Stolp je s svojo višino 52,6 m najvišji od devetih bratov in edini, ki je odprt v mesto. Po arheoloških raziskavah je bil stolp zgrajen okoli leta 1367 ali kmalu po njem, skupaj z Museggmauer na obeh straneh.
Geografska lega: (47°3′14″N 8°18′7″E / 47.05389°N 8.30194°E)

### Heuturm / Wachturm
Ime je dobil po senu, ki je bilo nekoč pripeljano sem. Takrat je bil za njegovimi debelimi zidovi dobavljen tudi smodnik. Udar strele leta 1701 je sprožil 350 centov prahu in razstrelil stolp. Velika škoda je bila narejena zaradi skal, ki so padale nad mesto. V eksploziji so bili celo pobiti ljudje. Prezidan stolp je visok 44 m.
Geografska lega: (47°3′15″N 8°18′11″E / 47.05417°N 8.30306°E)

### Zytturm
Že samo ime pove, da je stolp opremljen z uro. To uro je zgradil Hans Luterer leta 1535 in je še vedno v uporabi. Številčnica s številkami je tako velika, da so lahko ribiči na jezeru odčitali čas. Zvon, ki pripada uri, označuje čas 1 minuto pred uro mestne hiše. Luzernska slikarja Schobinger in Schmidiger sta v začetku tega stoletja obnovila freske na stolpu. Od aprila 2012 v Zytturmu obstaja razstava zgodovinskih stolpnih ur, ki jo vzdržuje Tower Clocks Association Luzerne. Višina Zytturma, ki je odprt za javnost, je 31 m.
Geografska lega: (47°3′16″N 8°18′16″E / 47.05444°N 8.30444°E)

### Schirmerturm
Na stolpu Schirmer vodijo istoimenska vrata iz mesta na deželo. Mesta so bila nekoč enotna enota znotraj obzidja. To je veljalo tudi za Luzern. Kdor je stopil skozi Schirmerjeva vrata, je bil na deželi. Razen oddaljenih kmečkih hiš ni bilo videti nobene stavbe. Schirmerjev stolp, postavljen pred Museggmauer, je ometana kamnolomska stavba z reliefnimi vogalnimi bloki. Tako kot pri drugih stolpih ima tudi okrogel ločni friz s štrlečimi konzolami. Nizka piramidna streha leži na vrhu cin. Stolp je odprt za javnost. Njegova višina je 27,5 m.
Geografska lega: (47°3′17″N 8°18′20″E / 47.05472°N 8.30556°E)

### Pulverturm
Mestna država Luzern je smodnik iz varnostnih razlogov shranila v dva stolpa. Če se je, tako kot leta 1701 s Heuturmom, zgodila nesreča, je bila v drugem stolpu zavarovana polovica prahu. Pulverturm (smodniški stolp) je ena najstarejših stavb na Museggu. Zgrajen je bil iz 'kamnite hiše'. V višino meri tudi 27,5 m. Weyzunft je Pulverturm popravil s prostovoljnim delom in ga uporablja kot cehovsko dvorano.
Geografska lega: (47°3′18″N 8°18′23″E / 47.05500°N 8.30639°E)

### Allenwindenturm
Allenwindturm in spodnji Dächliturm se ne dvigata več v labirintu hiš na Museggu. Stolp se imenuje tudi Holdermeyerturm po nekdanjem Säckelmeistru. Debel je 1,8 m in je eden od nekdanjih školjk. Allenwindenturm od leta 1972 kot 'klub bar' uporabljajo Tambourenverein der Stadt Luzern (spodnja polovica) in Vereinigung Luzerner Maskenfreunde (zgornja polovica).
Geografska lega: (47°3′19″N 8°18′26″E / 47.05528°N 8.30722°E)

### Dächliturm
Zadnji od devetih stolpov, Dächliturm, je znan tudi pod imenom Chutzenturm. Je najmanjši na celotni liniji Museggmauer. Njegova piramidna streha, ki je verjetno starejša od večine streh drugih stolpov, je presenetljiva. Švicarsko združenje mojstrov tesarjev - odsek Luzern ima v stolpu svojo klubsko sobo že od leta 1936.
Geografska lega: (47°3′18″N 8°18′32″E / 47.05500°N 8.30889°E)